# Англия!
«Англия!» (англ. England!) — немецкий фильм-драма 2000 года режиссёра Ахима фон Борриса. Премьера состоялась 30 июня 2000 года на Мюнхенском кинофестивале, в прокате фильм стартовал 30 августа 2001 года.

## Сюжет
Побывавший в зоне аварии Чернобыльской АЭС Валерий Сикорский смертельно болен. Свои последние дни он решает посвятить исполнению мечты — поездке в Англию. Вместе с собой он хочет взять друга Виктора, живущего в Берлине, но по прибытии в столицу Германии не находит его.

## В ролях
| Актер              | Персонаж          |
| ------------------ | ----------------- |
| Иван Шведов        | Валерий Сикорский |
| Мераб Нинидзе      | Павел             |
| Анна Гейслерова    | Мария             |
| Чулпан Хаматова    | Елена             |
| Максим Ковалевский | Шурик             |
| Фабиан Буш         | Toм               |
| Денис Бургазлиев   | Виктор            |

## Награды
10 наград, 2 номинации